# Гіммельштадт
Гіммельштадт (нім. Himmelstadt) — громада в Німеччині, знаходиться в землі Баварія. Підпорядковується адміністративному округу Нижня Франконія. Входить до складу району Майн-Шпессарт. Складова частина об'єднання громад Целлінген.
Площа — 13,42 км2. Населення становить 1542 ос. (станом на 31 грудня 2020).